# Pailharès
Pailharès ist eine französische Gemeinde mit 288 Einwohnern (Stand: 1. Januar 2022) im Département Ardèche in der Region Auvergne-Rhône-Alpes. Pailharès gehört zum Arrondissement Tournon-sur-Rhône und zum Kanton Haut-Vivarais. Die Bewohner werden Pailherous und Pailherouses genannt.

## Geografie
Pailharès liegt etwa 21 Kilometer westlich von Tournon-sur-Rhône. Umgeben wird Pailharès von den Nachbargemeinden Satillieu im Norden und Nordosten, Vaudevant im Nordosten, Saint-Félicien im Osten, Nozières im Süden sowie Lafarre im Westen.

## Bevölkerungsentwicklung
| Jahr                       | 1962 | 1968 | 1975 | 1982 | 1990 | 1999 | 2006 | 2019 |
| Einwohner                  | 581  | 511  | 402  | 328  | 285  | 288  | 289  | 243  |
| Quellen: Cassini und INSEE |      |      |      |      |      |      |      |      |

## Sehenswürdigkeiten
- Madonnenstatue

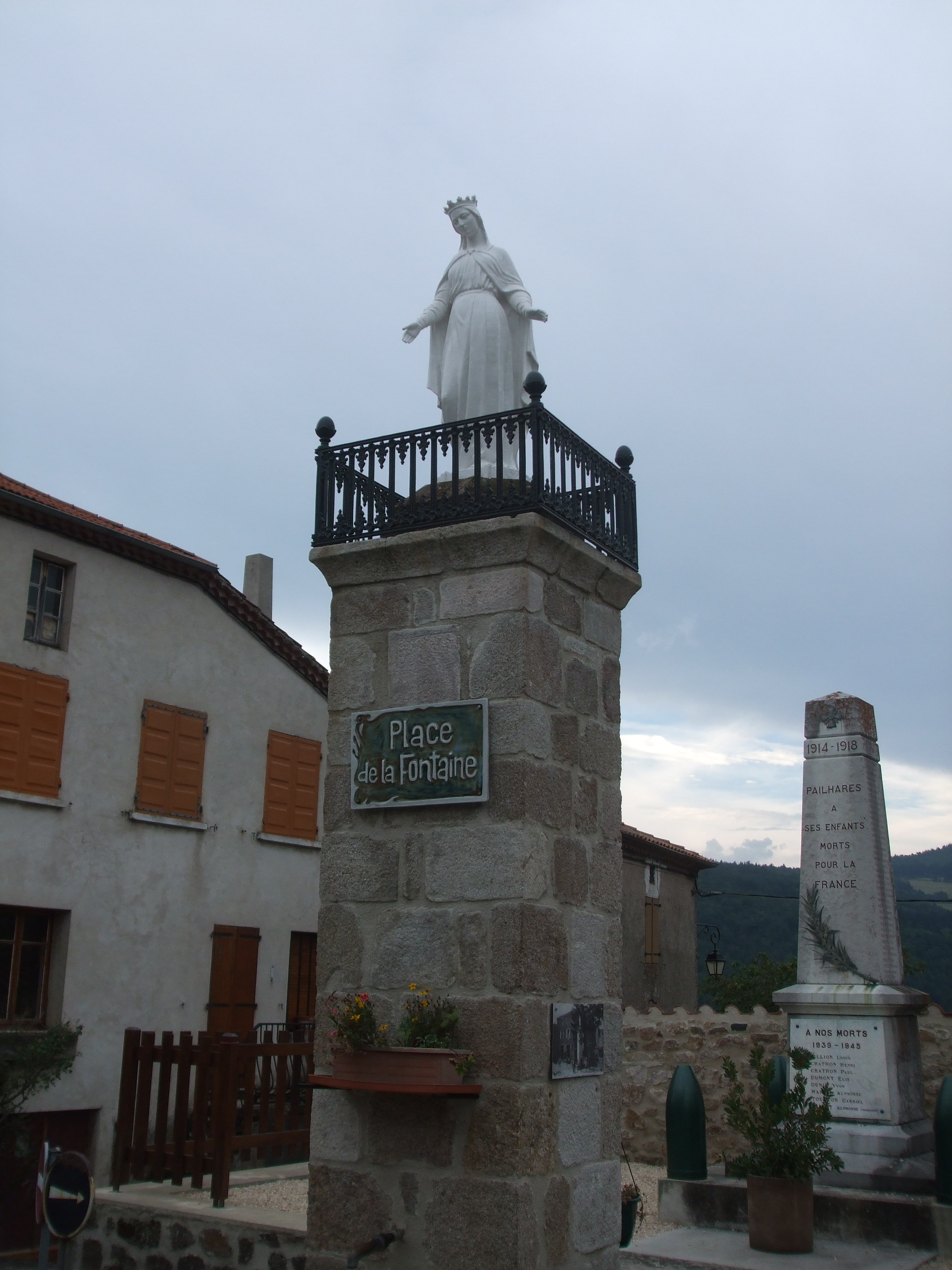
Madonnenstatue

- Neo-romanische Kirche in Pailharès
- Kirche Saint-Joseph im Ortsteil Molière